# 河南大学荆紫关附属高级中学
河南大学荆紫关附属高级中学位于河南省淅川县荆紫关镇永安城里，因为与“河南大学”之间的一段姻缘而得名。

## 历史
1898年，受康有为和梁启超的戊戌变法废科举制度的影响，各地开始兴办学堂，荆紫关在1901年创办了“荆紫关学堂”。

1925年，在“荆紫关学堂”的基础上成立“荆紫关高小”。
19世纪40年代，受日本入侵中原的影响，“河南大学”被迫撤离开封，于1944年6月辗转颠沛到荆紫关镇，热情的荆紫关人民自己省吃俭用，来支持河南大学师生在这里生活学习。河大师生为了感恩，力助荆紫关创办了“七七中学”。
1956年，“七七中学”改名为“淅川县第六初级中学”。
1969年“淅川县第六初级中学”升为“荆紫关高中”。
2001年7月，“河南大学”在90年校庆期间，组织访问团沿着当年师生流亡的路线来到荆紫关镇，11月18日，“荆紫关高中”迎来百岁校庆，正式成为“河南大学荆紫关附属高中”。